# East Camden (Carolina del Sur)
East Camden es un lugar designado por el censo ubicado en el condado de Kershaw en el estado estadounidense de Carolina del Sur. En el Censo de 2020 tenía una población de 3215 habitantes y una densidad poblacional de 346,82 habitantes por km². Fue incluido como CDP en el censo de 2020.

## Geografía
East Camden se encuentra ubicado en las coordenadas 34°16′6″N 80°34′2″O / 34.26833, -80.56722. Según la Oficina del Censo de los Estados Unidos,  tiene una superficie total de 9,27 km², todos correspondientes a tierra firme.